# بیلن
بَیلِن (به هلندی: Beilen) یک روستا در هلند است که در میدن-درنته واقع شده‌است. بیلن ۹٬۶۵۶ نفر جمعیت دارد.

## موقعیت
بَیلِن میان خط راه آهن خرونینگن - زووله و بزرگراه A28  واقع شده است. در قسمت شرقی روستا ایستگاه راه آهن بَیلِن قرار دارد. بَیلِن با حساب کردن مناطق اطراف روستا حدود 11 هزار نفر جمعیت دارد، خود روستا 9700 نفر جمعیت دارد. بَیلِن در مرکز استان درنته قرار دارد و به همین دلیل قلب درنته نامیده می شود.